# Bisuyu (Ayande)
Bisuyu és una parròquia del conceyu asturià d'Allande. El 2011 tenia 109 habitants per una superfície de 14,14 km². Limita al nord amb la parròquia de Villaverde, a l'est també amb Villar de Sapos, a l'oest amb Berducedo i San Martín i al sud amb el concejo de Cangas del Narcea. El codi postal és 33815. Hi ha les entitats de població de Comba, Furniellas, As Fontes, Iboyu i Noceda.